# Jestem nieletnią żoną
Jestem nieletnią żoną – książka polskiej pisarki ukrywającej się pod pseudonimem Laila Shukri, wydana w 2019 przez wydawnictwo Proszyński i S-ka.

## Fabuła
Autorka opowiada historię dziewczynki z Jordanii, która w wieku 12 lat z woli rodziców wyszła za mąż za mężczyznę starszego o 15 lat. Salma, główna bohaterka, musiała przerwać naukę i porzucić marzenia o byciu lekarką i pomaganiu dzieciom, żeby zająć się mężem i nowym domem. Książka porusza problem, jakim są  małżeństwa dorosłych mężczyzn z dziećmi w XXI w.